# Filellum contortum
Filellum contortum är en nässeldjursart som först beskrevs av Nutting 1905.  Filellum contortum ingår i släktet Filellum och familjen Lafoeidae. Inga underarter finns listade i Catalogue of Life.